# Здоренко Юрій Вікторович
Юрій Здоренко (нар. 30 грудня 1963, Київ) — український рок-музикант, гітарист, співак, композитор, поет-пісняр, автор-виконавець. Один із засновників і учасник гуртів «Воплі Відоплясова», «Борщ» та ін.

## Життєпис
Народився в Києві 30 грудня 1963 року.
Юрій Здоренко і Олександр Піпа познайомились ще навчаючись у школі.
Перші серйозні кроки в музиці Здоренко почав робити з Піпою на початку 1980-х, створивши перший гурт «SOS» (хард-рок, хеві-метал). За словами Олександра Піпи, перші два альбоми записав він і Юрій Здоренко на квартирі в останнього у 1982 році на піонерських барабанах та інших доступних інструментах. Перший альбом був важким, а другий більш припанкованим. Гурт проіснував три роки (з 1982 по 1984), поки Юру не забрали на службу в армію. Юра відслужив два роки (1985—1986) у будбаті в місті Снечкус Литовської РСР. Після демобілізації вони знову зібралися, вирішили музикувати далі і так у 1986 році виникає новий гурт. Переломним моментом для друзів стала їх зустріч з музикантом-шоуменом Олегом Скрипкою, який грав на баяні і співав, хоча вони шукали соло-гітариста. Басистом, ідеологом, сценічним стилістом і реформатором музичного дітища був Піпа, який придумав назву гурту — «Воплі Відоплясова». Здоренко, крім гітари та співу, насамперед реалізував свій композиторський потенціал в ламаних ритмах панку. Четвертим учасником «ВВ» став ударник Сергій Сахно. Учасники гурту не мали музичної освіти.
У травні 1992 року Юрій остаточно вирішив покинути «Воплі Відоплясова», а в листопаді 1992 він відіграв останній концерт з «ВВ».
У 1993 році Юра створив гурт «ЯЯЯ», в який запросив барабанщика «ВВ» Сергія Сахна. «ЯЯЯ» грав американську музику, орієнтуючись на «Aerosmith». Гурт брав участь у «Таврійських іграх», давав сольні концерти, випустив два альбоми.
Потім у Здоренка був медитативний період — він кинув пити, їсти м'ясо, захопився езотерикою, кілька років вів абсолютно здоровий спосіб життя, жив за містом. Так у 1998 році виник паралельний сольний проєкт «Індиго» — Здоренко пробував себе в стилі романтик-рок і випустив однойменний альбом. Частина пісень була з матеріалу «ЯЯЯ», а частина — нові. У 2000 році медитативний період у його житті минув. У Здоренка з'явилася сім'я, донька.
З 2002 по 2008 Юрій Здоренко був фронтменом і гітаристом гурту «Борщ», створеного з Олександром Піпою. Піпа був не тільки головним ідеологом, але й сам писав слова пісень.
Потім вони поділили репертуар «Борщу» на дві половини — Піпа створив проєкт «@TRAKTOR», а Здоренко «HASH».
Юрій Здоренко має великий досвід студійної і сценічної роботи композитором, аранжувальником, виконавцем, музикантом, поетом-піснярем, звукорежисером, саунд-продюсером. Пише пісні для виконавців-початківців і для професіоналів. Працює в різних музичних напрямках. Основна діяльність на сьогоднішній день — написання музики та пісень для різних кінопроєктів, фільмів.
В даний час Юрій Здоренко та Олександр Піпа відновили діяльність гурту «Борщ» та представляють найкращі пісні, перевірені часом.

## Учасник гуртів

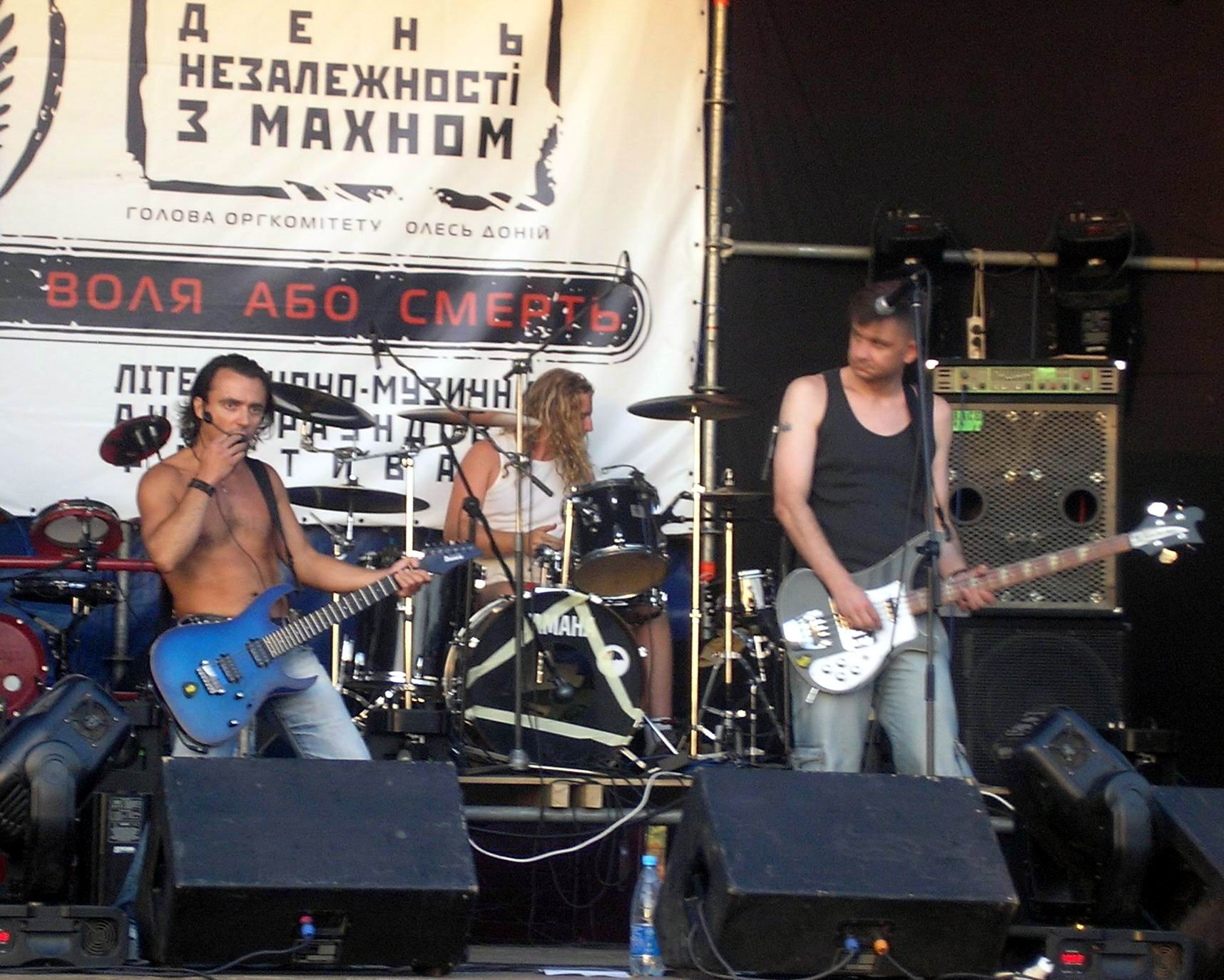
У складі гурту «Борщ»

- «SOS» (1982—1984)
- «Воплі Відоплясова» (1986—1993)
- «ЯЯЯ» (1994—1996)
- «INDIGO» (1997—2001)
- «Борщ» (2003—2008)
- «Хаш» (2008—2011)
- «Zdorenko Project» (2011—2015)
- «Борщ» (з 2017)